# Calcio Padova 2019-2020
Questa voce raccoglie le informazioni riguardanti il Calcio Padova nelle competizioni ufficiali della stagione 2019-2020.

## Stagione
Il Padova nella stagione 2019-2020 disputa il suo quindicesimo campionato in Serie C della sua storia e partecipa alla Coppa Italia e alla Coppa Italia di Serie C. A partire da questa stagione, la guida tecnica della squadra viene affidata a Salvatore Sullo.
Durante la sessione estiva di calciomercato, vengono acquistati Germano dalla Pro Vercelli, Santini dall'Ascoli, Ronaldo dal Novara, Soleri dalla Roma, Daffara dal Siracusa, Gabionetta dal Caldense, Mokulu dalla Juventus, Lovato dal Genoa, Rondanini dalla Cremonese, Pelagatti dall'Arezzo, Fazzi dall'Atalanta, Galli dalla Paganese, Buglio dall'Arezzo e Pesenti dal Pisa. Giungono in prestito Krešić dall'Atalanta, Baraye dalla Virtus Entella, Castiglia dalla Salernitana, Bunino dal Pescara e Sylla dal Lens. Terminato il prestito, tornano Burigana dal Belluno, Chinellato dal Gubbio, che viene poi ceduto a titolo definitivo al Lecco, Piovanello dal Bari, Scevola dal Tabor Sežana, De Cenco dal Südtirol e Guidone dal Vis Pesaro.
Sempre in estate, vengono ceduti Mazzocco alla SPAL, che lo passa poi in prestito al Pordenone, Cappelletti al L.R. Vicenza, Pulzetti al Sandonà 1922, Morganella al Livorno, De Cenco al Pontedera e Guidone al Siena. Terminato il prestito al Padova, Calvano torna al Verona, Barisic al Catania, Capello al Cagliari, Zambataro all'Atalanta, Clemenza alla Juventus, Baraye al Parma, Bonazzoli alla Sampdoria, Ravanelli e Broh al Sassuolo, Lollo all'Empoli e Ceccaroni allo Spezia. Lasciano il Padova da svincolati Belingheri, Cocco, Longhi, Mbakogu e Madonna. Infine vengono ceduti in prestito Burigana alla Luparense, Marcandella alla Virtus Verona e Moro al Genoa.
L'11 agosto 2019 il Padova viene eliminato dalla Coppa Italia nell'unica partita disputata nel torneo, terminata con una sconfitta esterna per mano del Cittadella.

## Divise e sponsor
Sponsor tecnico sono Emporio Sport Padova e Kappa. Gli altri sponsor principali sono Immobiliare Advantage, Patavium Energia, Zanutta, Tiemme Costruzioni, Australian e Unibet.
Anche quest'anno, la prima maglia è completamente bianca, con il classico stemma dei "biancoscudati" e in rosso gli "Omini" dello sponsor Kappa cuciti sul petto; gli stessi omini sono applicati anche lungo i due fianchi mentre i bordi del collo e delle maniche presentano una sottile striscia di colore rosso. Il font di nomi e numeri è sempre squadrato e spigoloso; sul petto sono riportati i due sponsor Immobiliare Advantage e Patavium Energia. Nella seconda torna predominante il colore rosso, con la metà destra della maglia di colore bianco. Su quest'ultima, è presente 
una croce rossa – la croce dello scudo, simbolo della città. Lo stemmino Kappa è presente solo sul petto e di colore bianco, lo stesso colore con cui sono scritti i nomi dei due sponsor, su sfondo rosso. Come l'anno precedente, sul fianco sinistro è riportata la figura bianca di un cavallo con il suo cavaliere, un omaggio al Gattamelata.

## Organigramma societario
Area direttiva
- Presidente: Daniele Boscolo Meneguolo
- Vicepresidente: Fabio Pinelli
- Amministratore delegato: Alessandra Bianchi
- Consiglieri: Moreno Beccaro, Roberto Bonetto, Edoardo Bonetto, Luca Destro, Roberto Gumirato, Giampaolo Salot, Giorgio Zamuner

Area amministrativa
- Segretario sportivo: Fabio Pagliani
- Amministrazione: Benedetto Facchinato
- Responsabile organizzativo settore giovanile: Michele Capovilla
- Responsabile biglietteria: Riccardo Zanetto
- Collaboratore biglietteria: Alessandro Agostini
- Collaboratore segreteria e logistica: Francesco Stecca

Area comunicazione e marketing
- Responsabile marketing: Enrico Candeloro (World Appeal)
- Gestione relazioni con gli sponsor: Giulia Berti  (World Appeal)
- Responsabile commerciale: Massimo Minetto (World Appeal)
- Immagine e direzione house organ: Ferruccio Ruzzante
- Responsabile ufficio stampa e SLO: Massimo Candotti
- Web editor e social manager: Dante Piotto

Area sportiva
- Direttore sportivo: Sean Sogliano
- Club manager: Trevor Trevisan
- Dirigente accompagnatore: Rosario Ferrigno

Area tecnica
- Allenatore: Andrea Mandorlini (21-) (Salvatore Sullo (1-20)
- Allenatore in seconda:Raffaele Longo (21-) Raffaele Ametrano(1-20)
- Preparatore atletico: Pietro La Porta, Giorgio Panzarasa
- Preparatore portieri: Adriano Zancopè
- Collaboratore tecnico: Fabio Gatti, Raffaele Longo((1-20))

Area sanitaria
- Responsabile sanitario: Antonio Paolo
- Medici sociali: Vito Cocita, Giulio Pasquotti, Enrico Trevisi
- Fisioterapista: Marco Crivellari

## Rosa
Aggiornata al 14 ottobre 2019.
| N. |                         | Ruolo | Calciatore                 |
| -- | ----------------------- | ----- | -------------------------- |
| 1  | Italia (bandiera)       | P     | Stefano Minelli            |
| 2  | Guinea (bandiera)       | A     | Cherif Karamoko            |
| 3  | Italia (bandiera)       | D     | Nicolò Cherubin (capitano) |
| 4  | Italia (bandiera)       | C     | Riccardo Serena            |
| 5  | Italia (bandiera)       | D     | Daniele Capelli            |
| 6  | Italia (bandiera)       | C     | Matteo Mandorlini          |
| 7  | Italia (bandiera)       | A     | Claudio Santini            |
| 8  | Italia (bandiera)       | C     | Umberto Germano            |
| 9  | RD del Congo (bandiera) | A     | Benjamin Mokulu            |
| 10 | Brasile (bandiera)      | A     | Denilson Gabionetta        |
| 11 | Italia (bandiera)       | A     | Edoardo Soleri             |
| 12 | Italia (bandiera)       | P     | Piero Burigana             |
| 12 | Italia (bandiera)       | P     | Alvise Gherardi            |
| 13 | Italia (bandiera)       | D     | Manuel Daffara             |
| 14 | Brasile (bandiera)      | C     | Ronaldo                    |
| 15 | Croazia (bandiera)      | D     | Anton Krešić               |
| 16 | Italia (bandiera)       | C     | Nicolò Fazzi               |
| 17 | Senegal (bandiera)      | D     | Joel Baraye                |
| 18 | Italia (bandiera)       | A     | Luca Moro                  |

| N. |                     | Ruolo | Calciatore           |
| -- | ------------------- | ----- | -------------------- |
| 18 | Italia (bandiera)   | C     | Davide Buglio        |
| 19 | Slovenia (bandiera) | D     | Siniša Anđelković    |
| 20 | Italia (bandiera)   | D     | Matteo Lovato        |
| 21 | Italia (bandiera)   | A     | Davide Marcandella   |
| 22 | Italia (bandiera)   | P     | Davide Merelli       |
| 23 | Italia (bandiera)   | C     | Luca Castiglia       |
| 24 | Italia (bandiera)   | D     | Carlo Pelagatti      |
| 25 | Italia (bandiera)   | D     | Ivan Rondanini       |
| 26 | Italia (bandiera)   | A     | Cristian Bunino      |
| 27 | Italia (bandiera)   | A     | Enrico Piovanello    |
| 29 | Francia (bandiera)  | D     | Moussa Sylla         |
| 30 | Italia (bandiera)   | P     | Riccardo Galli       |
| 32 | Italia (bandiera)   | A     | Massimiliano Pesenti |
|    | Italia (bandiera)   | D     | Matteo Cazzaro       |
|    | Italia (bandiera)   | P     | Alessandro Favaro    |
|    | Italia (bandiera)   | P     | Riccardo Gavagnin    |
|    | Georgia (bandiera)  | C     | David Lordkipanidze  |
|    | Italia (bandiera)   | C     | Matteo Scevola       |

## Calciomercato

### Sessione estiva(dal 01/07 al 02/09)
| Acquisti | Acquisti             | Acquisti       | Acquisti              |
| R.       | Nome                 | da             | Modalità              |
| -------- | -------------------- | -------------- | --------------------- |
| P        | Piero Burigana       | Belluno        | fine prestito         |
| P        | Riccardo Galli       | Paganese       | definitivo (75000 €)  |
| D        | Joel Baraye          | Virtus Entella | prestito              |
| D        | Anton Krešić         | Atalanta       | prestito              |
| D        | Moussa Sylla         | Lens           | prestito              |
| D        | Manuel Daffara       | Siracusa       | definitivo (125000 €) |
| D        | Matteo Lovato        | Genoa          | definitivo (75000 €)  |
| D        | Carlo Pelagatti      | Arezzo         | definitivo (400000 €) |
| D        | Ivan Rondanini       | Cremonese      | definitivo (150000 €) |
| C        | Enrico Piovanello    | Bari           | fine prestito         |
| C        | Matteo Scevola       | Tabor Sežana   | fine prestito         |
| C        | Luca Castiglia       | Salernitana    | prestito              |
| C        | Davide Buglio        | Arezzo         | definitivo (225000 €) |
| C        | Nicolò Fazzi         | Atalanta       | definitivo (300000 €) |
| C        | Umberto Germano      | Pro Vercelli   | definitivo (600000 €) |
| C        | Ronaldo              | Novara         | definitivo (275000 €) |
| A        | Matteo Chinellato    | Gubbio         | fine prestito         |
| A        | Caio De Cenco        | Südtirol       | fine prestito         |
| A        | Marco Guidone        | Vis Pesaro     | fine prestito         |
| A        | Cristian Bunino      | Pescara        | prestito              |
| A        | Denilson Gabionetta  | Caldense       | definitivo (300000 €) |
| A        | Benjamin Mokulu      | Juventus       | definitivo (500000 €) |
| A        | Massimiliano Pesenti | Pisa           | definitivo (225000 €) |
| A        | Claudio Santini      | Ascoli         | definitivo (250000 €) |
| A        | Edoardo Soleri       | Roma           | definitivo (150000 €) |

| Cessioni | Cessioni           | Cessioni      | Cessioni              |
| R.       | Nome               | a             | Modalità              |
| -------- | ------------------ | ------------- | --------------------- |
| P        | Piero Burigana     | Luparense     | prestito              |
| D        | Pietro Ceccaroni   | Spezia        | fine prestito         |
| D        | Luca Ravanelli     | Sassuolo      | fine prestito         |
| D        | Eyob Zambataro     | Atalanta      | fine prestito         |
| D        | Alessandro Longhi  | svincolato    |                       |
| D        | Daniel Cappelletti | L.R. Vicenza  | definitivo (400000 €) |
| D        | Trevor Trevisan    |               | fine carriera         |
| C        | Jérémie Broh       | Sassuolo      | fine prestito         |
| C        | Simone Calvano     | Verona        | fine prestito         |
| C        | Luca Clemenza      | Juventus      | fine prestito         |
| C        | Lorenzo Lollo      | Empoli        | fine prestito         |
| C        | Davide Mazzocco    | SPAL          | definitivo (250000 €) |
| C        | Michel Morganella  | Livorno       | definitivo (250000 €) |
| C        | Nico Pulzetti      | Sandonà 1922  | definitivo (200000 €) |
| C        | Luca Belingheri    | svincolato    |                       |
| C        | Nicola Madonna     | svincolato    |                       |
| A        | Yves Baraye        | Parma         | fine prestito         |
| A        | Maks Barisic       | Catania       | fine prestito         |
| A        | Federico Bonazzoli | Sampdoria     | fine prestito         |
| A        | Alessandro Capello | Cagliari      | fine prestito         |
| A        | Davide Marcandella | Virtus Verona | prestito              |
| A        | Luca Moro          | Genoa         | prestito              |
| A        | Andrea Cocco       | svincolato    |                       |
| A        | Jeremy Mbakogu     | svincolato    |                       |
| A        | Matteo Chinellato  | Lecco         | definitivo (200000 €) |
| A        | Caio De Cenco      | Pontedera     | definitivo (200000 €) |
| A        | Marco Guidone      | Siena         | definitivo (200000 €) |

## Risultati

### Serie C
Fonte spettatori:  Serie C Gruppo B 2019-2020, su stadiapostcards.com.

#### Girone di andata
| Arbitro: | Di Cairano (Ariano Irpino) |

|            |           |                                             |
| Odogwu 64’ | Marcatori | 32’ Castiglia 68’ (rig.) Santini 88’ Soleri |

| Arbitro: | Nicolini (Brescia) |

|                                                                        |           |                |
| Santini 55’ (rig.), 63’ Fazzi 71’ Castiglia 74’ Germano 77’ Bunino 81’ | Marcatori | 90+2’ R. Gatti |

| Arbitro: | De Santis (Lecce) |

|  |           |               |
|  | Marcatori | Castiglia 35’ |

| Padova 15 settembre 2019, ore 17:30 CEST 4ª Giornata | Padova                 | 0 – 0 referto | Carpi | Stadio Euganeo (4 855 spett.)\| Arbitro: \| Marchetti (Ostia Lido) \| |
| Arbitro:                                             | Marchetti (Ostia Lido) |               |       |                                                                       |

| Arbitro: | Bitonti (Bologna) |

|  |           |                        |
|  | Marcatori | Ronaldo 36’ Bunino 71’ |

| Arbitro: | Marcenaro (Genova) |

|           |           |  |
| Soleri 7’ | Marcatori |  |

| Arbitro: | Vigile (Cosenza) |

|              |           |                                 |
| Molinari 88’ | Marcatori | 48’ J. Baraye 58’ (rig.) Mokulu |

| Arbitro: | Fiero (Pistoia) |

|                       |           |  |
| Krešić 33’ Buglio 77’ | Marcatori |  |

| Arbitro: | Gualtieri (Asti) |

|             |           |                            |
| Pesenti 81’ | Marcatori | 58’ (rig.), 65’ Nocciolini |

| Arbitro: | Marchetti (Ostia Lido) |

|                           |           |  |
| G. Gomez 45’ L. Gatto 56’ | Marcatori |  |

| Arbitro: | Meraviglia (Pistoia) |

|                                |           |  |
| Ronaldo 81’ (rig.) Santini 84’ | Marcatori |  |

| Arbitro: | Zufferli (Udine) |

|               |           |             |
| Imperiale 16’ | Marcatori | 57’ Pesenti |

| Arbitro: | Paterna (Teramo) |

|  |           |            |
|  | Marcatori | 71’ Soleri |

| Arbitro: | Gariglio (Pinerolo) |

|  |           |               |
|  | Marcatori | 51’ Mazzocchi |

| Arbitro: | N. Marini (Trieste) |

|                |           |  |
| Caracciolo 26’ | Marcatori |  |

| Arbitro: | Angelucci (Foligno) |

|                |           |  |
| Mandorlini 74’ | Marcatori |  |

| Gubbio 1º dicembre 2019, ore 15:00 CET 17ª Giornata | Gubbio                     | 0 – 0 referto | Padova | Stadio Pietro Barbetti (994 spett.)\| Arbitro: \| Di Cairano (Ariano Irpino) \| |
| Arbitro:                                            | Di Cairano (Ariano Irpino) |               |        |                                                                                 |

| Arbitro: | Garofalo (Torre del Greco) |

|                              |           |  |
| Ronaldo 81’ Mandorlini 90+2’ | Marcatori |  |

| Arbitro: | Natilla (Molfetta) |

|            |           |  |
| Kargbo 23’ | Marcatori |  |

#### Girone di ritorno
| Arbitro: | Di Graci (Como) |

|                                      |           |                     |
| Nicastro 8’ Krešić 14’ Castiglia 42’ | Marcatori | 9’ Danti 54’ Odogwu |

| Arbitro: | Tremolada (Monza) |

|                                    |           |                     |
| Barbuti 26’ (rig.) Di Sabatino 84’ | Marcatori | 45’ (rig.) Nicastro |

| Arbitro: | Carella (Bari) |

|  |           |              |
|  | Marcatori | 56’ Ferrario |

| Arbitro: | De Santis (Lecce) |

|            |           |            |
| Biasci 75’ | Marcatori | 21’ Krešić |

| Arbitro: | Virgilio (Trapani) |

|                                                              |           |  |
| Nicastro 8’ Buglio 49’ Ronaldo 70’ (rig.) Santini 82’ (rig.) | Marcatori |  |

| Arbitro: | G. Miele (Nola) |

|             |           |            |
| Borello 88’ | Marcatori | 78’ Buglio |

| Arbitro: | Paterna (Teramo) |

|  |           |             |
|  | Marcatori | 57’ Manetta |

| Vicenza 2020, ore CET 27ª Giornata | Arzignano Valchiampo | – Campionato concluso a causa della pandemia da COVID-19. | Padova | Stadio Romeo Menti |

| Ravenna 2020 28ª Giornata | Ravenna | – | Padova | Stadio Bruno Benelli |

| Padova 2020 29ª Giornata | Padova | – | Triestina | Stadio Euganeo |

| San Benedetto del Tronto 2020 30ª Giornata | Sambenedettese | – | Padova | Stadio Riviera delle Palme |

| Padova 2020 31ª Giornata | Padova | – | Piacenza | Stadio Euganeo |

| Padova 2020 32ª Giornata | Padova | – | Lanerossi Vicenza | Stadio Euganeo |

| Bolzano 2020 33ª Giornata | Südtirol | – | Padova | Stadio Druso |

| Padova 2020 34ª Giornata | Padova | – | Feralpisalò | Stadio Euganeo |

| Rimini 2020 35ª Giornata | Rimini | – | Padova | Stadio Romeo Neri |

| Padova 2020 36ª Giornata | Padova | – | Gubbio | Stadio Euganeo |

| Imola 2020 37ª Giornata | Imolese | – | Padova | Stadio Romeo Galli |

| Padova 2020 38ª Giornata | Padova | – | Reggio Audace | Stadio Euganeo |

### Spareggi

#### Prima fase
| Padova 30 giugno 2020, ore 20:30 CEST Primo Turno | Padova           | 0 – 0 Padova passa il turno per miglior piazzamento in classifica. | Sambenedettese | Stadio Euganeo (0 spett.)\| Arbitro: \| Vigile (Cosenza) \| |
| Arbitro:                                          | Vigile (Cosenza) |                                                                    |                |                                                             |

| Arbitro: | Carella (Bari) |

|             |           |  |
| Ronaldo 69’ | Marcatori |  |

#### Fase Nazionale
| Arbitro: | Zufferli (Udine) |

|                              |           |  |
| Zanimacchia 53’ Frabotta 67’ | Marcatori |  |

### Coppa Italia
| Arbitro: | Orsato (Schio) |

|                                    |           |  |
| Iori 25’ (rig.) Diaw 28’ Celar 86’ | Marcatori |  |

### Coppa Italia Serie C
| Arbitro: | Colombo (Como) |

|             |           |                                                   |
| Germano 46’ | Marcatori | 16’ Arma 32’ D. Bianchi 41’ Liviero 59’ Zarpellon |

## Statistiche
Statistiche aggiornate al 9 luglio 2020.

### Statistiche di squadra
| Competizione         | Punti | In casa | In casa | In casa | In casa | In casa | In casa | In trasferta | In trasferta | In trasferta | In trasferta | In trasferta | In trasferta | Totale | Totale | Totale | Totale | Totale | Totale | DR  |
| Competizione         | Punti | G       | V       | N       | P       | Gf      | Gs      | G            | V            | N            | P            | Gf           | Gs           | G      | V      | N      | P      | Gf     | Gs     | DR  |
| -------------------- | ----- | ------- | ------- | ------- | ------- | ------- | ------- | ------------ | ------------ | ------------ | ------------ | ------------ | ------------ | ------ | ------ | ------ | ------ | ------ | ------ | --- |
| Serie C              | 44    | 13      | 8       | 1       | 4       | 22      | 8       | 13           | 5            | 4            | 4            | 13           | 11           | 26     | 13     | 5      | 8      | 35     | 19     | +16 |
| Coppa Italia         | -     | 0       | 0       | 0       | 0       | 0       | 0       | 1            | 0            | 0            | 1            | 0            | 3            | 1      | 0      | 0      | 1      | 0      | 3      | -3  |
| Coppa Italia Serie C | -     | 0       | 0       | 0       | 0       | 0       | 0       | 1            | 0            | 0            | 1            | 1            | 4            | 1      | 0      | 0      | 1      | 1      | 4      | -3  |
| Totale               | 44    | 13      | 8       | 1       | 4       | 22      | 8       | 15           | 5            | 4            | 6            | 14           | 33           | 28     | 13     | 5      | 10     | 36     | 26     | +10 |

### Andamento in campionato
| Giornata  | 1 | 2 | 3 | 4 | 5 | 6 | 7 | 8 | 9 | 10 | 11 | 12 | 13 | 14 | 15 | 16 | 17 | 18 | 19 | 20 | 21 | 22 | 23 | 24 | 25 | 26 | 27 | 28 | 29 | 30 | 31 | 32 | 33 | 34 | 35 | 36 | 37 | 38 |
| --------- | - | - | - | - | - | - | - | - | - | -- | -- | -- | -- | -- | -- | -- | -- | -- | -- | -- | -- | -- | -- | -- | -- | -- | -- | -- | -- | -- | -- | -- | -- | -- | -- | -- | -- | -- |
| Luogo     | T | C | T | C | T | C | T | C | C | T  | C  | T  | C  | T  | C  | T  | C  | T  | C  | C  | T  | C  | T  | C  | T  | C  | T  | T  | C  | T  | C  | C  | T  | C  | T  | C  | T  | C  |
| Risultato | V | V | V | N | V | V | V | V | P | P  | V  | N  | V  | P  | P  | V  | N  | V  | P  | V  | P  | P  | N  | V  | N  | P  |    |    |    |    |    |    |    |    |    |    |    |    |
| Posizione | 3 | 1 | 1 | 1 | 1 | 1 | 1 | 1 | 1 | 1  | 1  | 2  | 1  | 2  | 5  | 3  | 3  | 3  | 3  | 4  | 4  | 5  | 5  | 5  | 5  | 5  |    |    |    |    |    |    |    |    |    |    |    |    |

Fonte:  Serie C - Girone B, su calcio.com.
Legenda:

Luogo: C = Casa; T = Trasferta. Risultato: V = Vittoria; N = Pareggio; P = Sconfitta.

### Statistiche dei giocatori
Sono in corsivo i giocatori che hanno lasciato la squadra a competizioni in corso.
| Giocatore        | Serie C  | Serie C | Serie C     | Serie C    | Coppa Italia | Coppa Italia | Coppa Italia | Coppa Italia | Coppa Italia Serie C | Coppa Italia Serie C | Coppa Italia Serie C | Coppa Italia Serie C | Totale   | Totale | Totale      | Totale     |
| Giocatore        | Presenze | Reti    | Ammonizioni | Espulsioni | Presenze     | Reti         | Ammonizioni  | Espulsioni   | Presenze             | Reti                 | Ammonizioni          | Espulsioni           | Presenze | Reti   | Ammonizioni | Espulsioni |
| ---------------- | -------- | ------- | ----------- | ---------- | ------------ | ------------ | ------------ | ------------ | -------------------- | -------------------- | -------------------- | -------------------- | -------- | ------ | ----------- | ---------- |
| S. Anđelković    | 11       | 0       | 0           | 0          | 0            | 0            | 0            | 0            | 1                    | 0                    | 0                    | 0                    | 12       | 0      | 0           | 0          |
| J. Baraye        | 19       | 1       | 2           | 0          | 1            | 0            | 0            | 0            | -                    | -                    | -                    | -                    | 20       | 1      | 2           | 0          |
| D. Buglio        | 14       | 1       | 2           | 0          | -            | -            | -            | -            | 1                    | 0                    | 1                    | 0                    | 15       | 1      | 3           | 0          |
| C. Bunino        | 15       | 2       | 1           | 0          | -            | -            | -            | -            | 1                    | 0                    | 0                    | 0                    | 16       | 2      | 1           | 0          |
| P. Burigana      | -        | -       | -           | -          | 0            | 0            | 0            | 0            | -                    | -                    | -                    | -                    | 0        | 0      | 0           | 0          |
| D. Capelli       | 1        | 0       | 0           | 1          | 0            | 0            | 0            | 0            | 1                    | 0                    | 1                    | 0                    | 2        | 0      | 1           | 1          |
| L. Castiglia     | 18       | 3       | 6           | 0          | 1            | 0            | 1            | 0            | 1                    | 0                    | 1                    | 0                    | 20       | 3      | 8           | 0          |
| M. Cazzaro       | -        | -       | -           | -          | -            | -            | -            | -            | -                    | -                    | -                    | -                    | -        | -      | -           | -          |
| N. Cherubin      | 3        | 0       | 1           | 0          | 1            | 0            | 1            | 0            | -                    | -                    | -                    | -                    | 4        | 0      | 2           | 0          |
| M. Daffara       | 2        | 0       | 0           | 0          | 1            | 0            | 0            | 0            | 1                    | 0                    | 0                    | 0                    | 4        | 0      | 0           | 0          |
| A. Favaro        | -        | -       | -           | -          | -            | -            | -            | -            | -                    | -                    | -                    | -                    | -        | -      | -           | -          |
| N. Fazzi         | 14       | 1       | 3           | 0          | -            | -            | -            | -            | -                    | -                    | -                    | -                    | 14       | 1      | 3           | 0          |
| D. Gabionetta    | 5        | 0       | 0           | 1          | -            | -            | -            | -            | 1                    | 0                    | 0                    | 0                    | 6        | 0      | 0           | 1          |
| R. Gavagnin      | -        | -       | -           | -          | -            | -            | -            | -            | -                    | -                    | -                    | -                    | -        | -      | -           | -          |
| R. Galli         | 0        | -0      | 0           | 0          | -            | -            | -            | -            | 1                    | -4                   | 0                    | 0                    | 1        | -4     | 0           | 0          |
| U. Germano       | 19       | 1       | 0           | 0          | 1            | 0            | 0            | 0            | 1                    | 1                    | 0                    | 0                    | 21       | 2      | 0           | 0          |
| A. Gherardi      | 0        | 0       | 0           | 0          | -            | -            | -            | -            | -                    | -                    | -                    | -                    | 0        | 0      | 0           | 0          |
| C. Karamoko      | 0        | 0       | 0           | 0          | 0            | 0            | 0            | 0            | 0                    | 0                    | 0                    | 0                    | 0        | 0      | 0           | 0          |
| A. Krešić        | 19       | 1       | 4           | 0          | 1            | 0            | 1            | 0            | 1                    | 0                    | 0                    | 0                    | 21       | 1      | 5           | 0          |
| D. Lordkipanidze | -        | -       | -           | -          | -            | -            | -            | -            | -                    | -                    | -                    | -                    | -        | -      | -           | -          |
| M. Lovato        | 15       | 0       | 2           | 0          | 0            | 0            | 0            | 0            | 1                    | 0                    | 0                    | 0                    | 16       | 0      | 2           | 0          |
| M. Mandorlini    | 15       | 2       | 4           | 0          | -            | -            | -            | -            | 0                    | 0                    | 0                    | 0                    | 15       | 2      | 4           | 0          |
| D. Marcandella   | 0        | 0       | 0           | 0          | 1            | 0            | 0            | 0            | -                    | -                    | -                    | -                    | 1        | 0      | 0           | 0          |
| D. Merelli       | -        | -       | -           | -          | -            | -            | -            | -            | -                    | -                    | -                    | -                    | -        | -      | -           | -          |
| S. Minelli       | 19       | -11     | 2           | 0          | 1            | -3           | 0            | 0            | 0                    | 0                    | 0                    | 0                    | 20       | -14    | 2           | 0          |
| B. Mokulu        | 17       | 1       | 2           | 0          | 1            | 0            | 0            | 0            | 1                    | 0                    | 0                    | 0                    | 19       | 1      | 2           | 0          |
| L. Moro          | -        | -       | -           | -          | 0            | 0            | 0            | 0            | -                    | -                    | -                    | -                    | 0        | 0      | 0           | 0          |
| C. Pelagatti     | 17       | 0       | 2           | 0          | 1            | 0            | 1            | 0            | 0                    | 0                    | 0                    | 0                    | 18       | 0      | 3           | 0          |
| M. Pesenti       | 10       | 2       | 2           | 0          | -            | -            | -            | -            | 1                    | 0                    | 0                    | 0                    | 11       | 2      | 2           | 0          |
| E. Piovanello    | 4        | 0       | 0           | 0          | -            | -            | -            | -            | 1                    | 0                    | 0                    | 0                    | 5        | 0      | 0           | 0          |
| Ronaldo          | 16       | 3       | 6           | 1          | 1            | 0            | 0            | 0            | -                    | -                    | -                    | -                    | 17       | 3      | 6           | 1          |
| I. Rondanini     | 6        | 0       | 0           | 0          | 1            | 0            | 1            | 0            | 0                    | 0                    | 0                    | 0                    | 7        | 0      | 1           | 0          |
| C. Santini       | 18       | 4       | 1           | 0          | 1            | 0            | 0            | 0            | 0                    | 0                    | 0                    | 0                    | 19       | 4      | 1           | 0          |
| M. Scevola       | -        | -       | -           | -          | -            | -            | -            | -            | -                    | -                    | -                    | -                    | -        | -      | -           | -          |
| R. Serena        | 4        | 0       | 0           | 0          | 0            | 0            | 0            | 0            | 1                    | 0                    | 0                    | 0                    | 5        | 0      | 0           | 0          |
| E. Soleri        | 15       | 3       | 3           | 0          | 1            | 0            | 0            | 0            | 0                    | 0                    | 0                    | 0                    | 16       | 3      | 3           | 0          |
| M. Sylla         | 3        | 0       | 0           | 0          | -            | -            | -            | -            | 1                    | 0                    | 0                    | 0                    | 4        | 0      | 0           | 0          |

## Organigramma settore giovanile
Responsabili
- Responsabile Settore Giovanile: Fulvio Simonini
- Responsabile Organizzativo e Segretario sportivo: Michele Capovilla
- Segretario: Alessandro Spinello
- Amministrazione Academy: Katia Fassina
- Responsabile Attività di Base: Alberto Piva
- Responsabile Scouting: Ottorino Cavinato
- Responsabile Gemellate-Logistica: Federico Nichele
- Addetto Stampa: Massimo Candotti
- Responsabile Scuola Calcio Academy: Luca Romaniello
- Responsabile Tecnico Scuola Calcio: Antonio Biancucci
- Tutor Foresteria: Marco Dal Moro
- Psicologa: Cinzia Mattiolo

Collaboratori tecnici
- Maestro della tecnica: Luigi Capuzzo
- Collaboratori tecnici: Massimiliano Esposito, Marco Dal Moro, Simone Viale
- Responsabile portieri: Andrea Cano
- Scuola Portieri: Daniele Fiorin, Luca Furlan
- Scuola Portieri Academy: Giulio Broetto
- Preparatori atletici: Vincenzo Piermatteo, Antonio Biancucci, Elia Favaro, Alessandro Pastore, Federico Lazzarini
- Osservatori: Carlo Spolaore, Edoardo Bortolotto, Andrea Ervigi, Paolo Stramazzo, Antonino Romeo, Giancarlo Volpato

Organigramma tecnico
- Squadra Primavera 2: Matteo Centurioni (allenatore), Filippo Scarani (allenatore in seconda)
- Squadra Under 17: Claudio Ottoni (allenatore)
- Squadra Under 16: Emanuele Pellizzaro (allenatore), Andrea Baldin (allenatore in seconda)
- Squadra Under 15: Massimo Pedriali (allenatore), Luca Nadalet (allenatore in seconda)
- Squadra Under 14: Alessandro Cuccarolo (allenatore), Cecilia Bortolami (allenatore in seconda)
- Squadra Under 13: Massimiliano Esposito (allenatore), Michael Dozzo (allenatore in seconda), Alex Rizzato (allenatore in seconda)
- Squadra Esordienti (2007): Roberto Curci (allenatore), Nicolò Nocent (allenatore in seconda), Daniele Longato (collaboratore tecnico)
- Squadra Esordienti (2008): Davide Checchini (allenatore)
- Squadra Pulcini (2009): Nicola Aggio (allenatore)
- Squadra Pulcini (2010): Luca Nadalet (allenatore) – Alessandro Palmieri (allenatore in seconda)
- Academy Giovanissimi 2004/2005 SC: Matteo Guiotto (allenatore)
- Academy Esordienti a 9 2006 SC: Andrea Bonfanti (allenatore), Francesco Bosco (allenatore in seconda)
- Academy Esordienti a 9 2007 SC: Giulio Castiglioni (allenatore)
- Under 15 Femminile: Renato Bonfanti (allenatore)

Staff sanitario
- Responsabile Staff Medico: Gino Degano
- Medici: Daniele Numitore, Stefano Paiaro, Giorgio Franceschi, Luigi Munari, Marco Pettenazzo
- Preparatore, Recupero Infortuni: Andrea Schiavo
- Coordinatore fisioterapisti: Filippo Ranzato
- Fisioterapisti: Renato Norbiato, Alberto Tonellato, Caterina Zuin, Christian Notarangelo, Mario Nicolè

Dirigenti accompagnatori e autisti
- Primavera: Alfredo Bellini, Giuseppe Leli, Giovanni Carones
- Under 17: Paolo Sarti, Ugo Gomiero
- Under 16: Michele Sandonà, Diego Vezzaro
- Under 15: Roberto Grego, Sergio Zanato
- Under 14: Emiliano Agostini, Franco Pinton
- Under 13: Michele Sena
- Esordienti 2007: Roberto Callegari, Antonio Carrisi, Stefano Borgato
- Esordienti 2008: Riccardo Cusin, Stefano Calore, Michele Burattin
- Pulcini 2009: Giuseppe Nardo
- Pulcini 2010: Marco Izzo
- Autisti: Dario Bassan, Alessandro Carturan, Rocco Calderazzo, Luciano Franco, Alberto Fulici, Gianni Fulici, Francesco Nicoletto, Corrado Speranza

### Piazzamenti
- Campionato Primavera:
  - Allenatore: Matteo Centurioni
  - Campionato:
- Under-17:
  - Allenatore: Claudio Ottoni
  - Campionato:
- Under-16:
  - Allenatore: Emanuele Pellizzaro
  - Campionato:
- Under-15:
  - Allenatore: Massimo Pedriali
  - Campionato:
- Under-14:
  - Allenatore: Alessandro Cuccarolo
  - Campionato: